# Яблово-Палуцьке
Яблово-Палуцьке (пол. Jabłowo Pałuckie) — село в Польщі, у гміні Лабішин Жнінського повіту Куявсько-Поморського воєводства.
Населення — 227 осіб (2011).
У 1975-1998 роках село належало до Бидгощського воєводства.

## Демографія
Демографічна структура станом на 31 березня 2011 року:
|          | Загалом | Допрацездатний вік | Працездатний вік | Постпрацездатний вік |
| -------- | ------- | ------------------ | ---------------- | -------------------- |
| Чоловіки | 125     | 31                 | 85               | 9                    |
| Жінки    | 102     | 18                 | 67               | 17                   |
| Разом    | 227     | 49                 | 152              | 26                   |